# Ley Revolucionaria de Mujeres

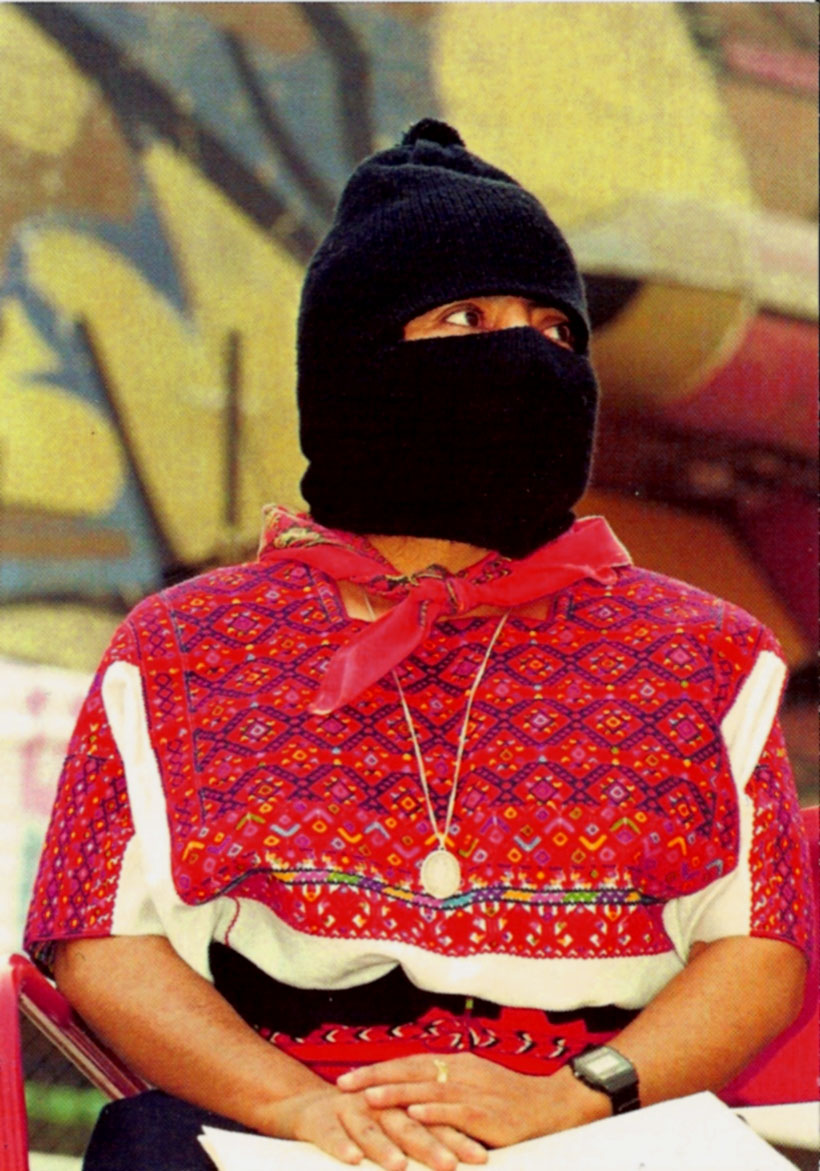
Comandante Ramona

La Ley Revolucionaria de Mujeres es un manifiesto creado en 1993 por mujeres de la comunidad Zapatista, entre ellas figuras destacadas como la Comandanta Ramona y la comandanta Esther, previo al levantamiento armado de enero de 1994 del Ejército Zapatista de Liberación Nacional, (EZLN).
Esta ley surgió como una respuesta de las mujeres indígenas de las comunidades de Chiapas y otras zonas rurales de México tenían a las diferentes formas de discriminación por vivir en un sistema de opresión que limitaba sus derechos y oportunidades. Las mujeres tenían una vida de trabajo forzado, matrimonios arreglados y obligados, falta de acceso a la educación y servicios de salud además de una falta de participación en toma de decisiones en sus comunidades. 

## Contenido y derechos exigidos
La ley enfrenta múltiples sistemas de opresión simultáneamente, abordando estructuras patriarcales, capitalistas y coloniales. Prioriza tanto los derechos como las responsabilidades, exigiendo que las mujeres se comprometan con las demandas generales del movimiento en pro de la justicia social.
La ley garantiza el derecho de las mujeres a participar en la lucha revolucionaria del movimiento Zapatista, sin importar su raza, credo o afiliación política. Las mujeres tienen derecho a trabajar y recibir un salario justo, a elegir libremente a sus parejas sentimentales y a derechos reproductivos, como decidir cuántos hijos quieren tener.
La legislación prohíbe explícitamente el abuso físico y la violencia contra las mujeres, imponiendo severos castigos en casos de intento de violación. También asegura que las mujeres puedan ocupar posiciones de liderazgo y rangos militares dentro de las fuerzas armadas revolucionarias.
Además, se otorgan a las mujeres todos los derechos y obligaciones establecidos en las leyes y reglamentos revolucionarios, promoviendo su plena participación en el movimiento. Estos derechos representaron un cambio significativo respecto a las prácticas tradicionales y contribuyeron a crear transformaciones importantes en las comunidades indígenas.

## Artículos de la Ley Revolucionaria de Mujeres
Se fundamenta en diez derechos fundamentales otorgados a las mujeres en territorios zapatistas donde se habla de inclusividad e igualdad, integrando a las mujeres en la lucha revolucionaria sin distinción de raza, credo, color o afiliación política. Establece un marco dual que reconoce tanto los derechos individuales como los colectivos.

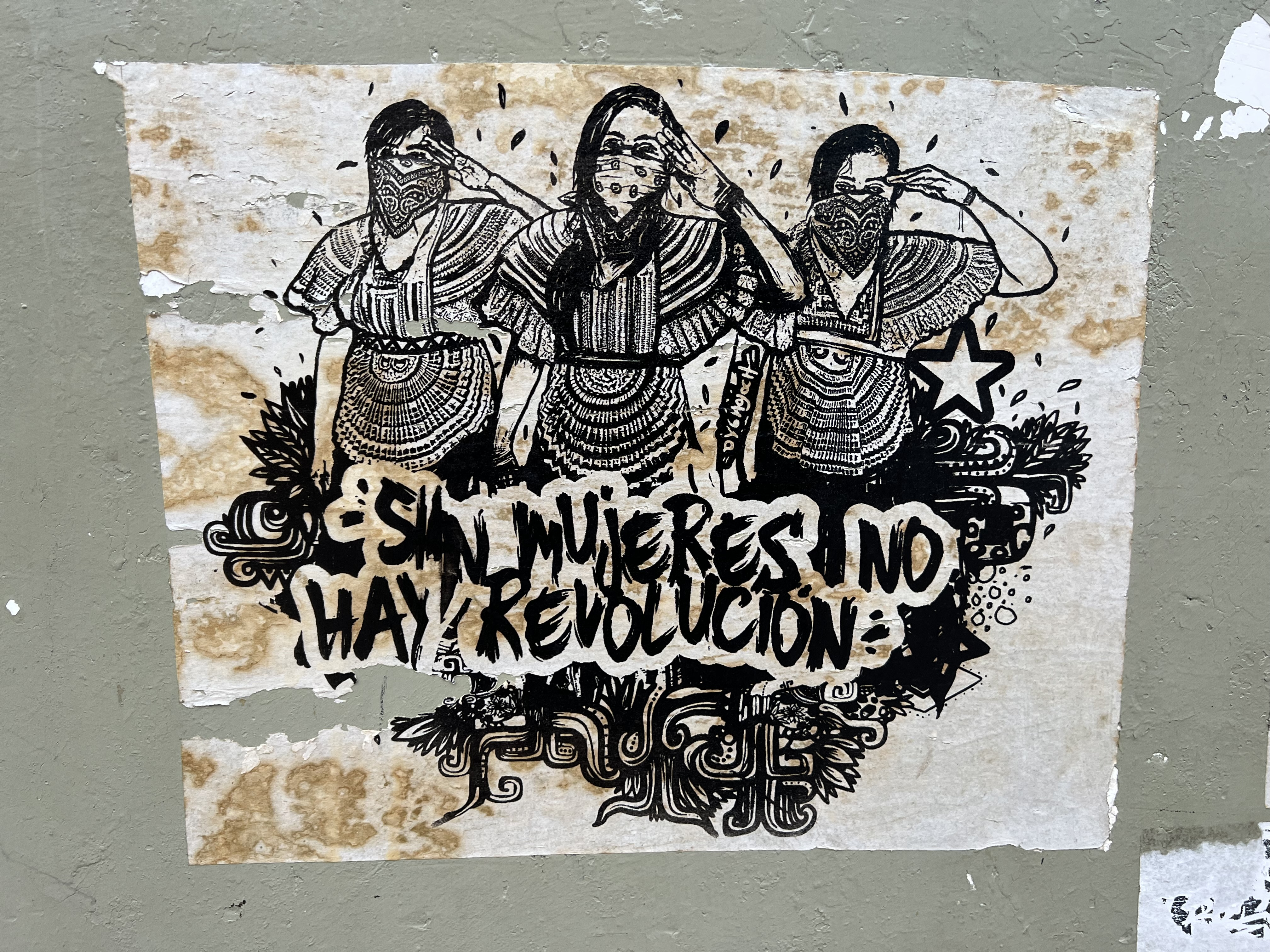
Pinta sin mujeres no hay revolución

Los artículos de la Ley Revolucionaria de Mujeres son los siguientes:
- Primero.- Las mujeres, sin importar su raza, credo, color o filiación política, tienen derecho a participar en la lucha revolucionaria en el lugar y grado que su voluntad y capacidad determinen.
- Segundo.- Las mujeres tienen derecho a trabajar y recibir un salario justo.
- Tercero.- Las mujeres tienen derecho a decidir el número de hijos que pueden tener y cuidar.
- Cuarto.- Las mujeres tienen derecho a participar en los asuntos de la comunidad y tener cargo si son elegidas libre y democráticamente.
- Quinto.- Las mujeres y sus hijos tienen derecho a ATENCIÓN PRIMARIA en su salud y alimentación.
- Sexto.- Las mujeres tienen derecho a la educación.
- Séptimo.- Las mujeres tienen derecho a elegir su pareja y a no ser obligadas por la fuerza a contraer matrimonio.
- Octavo.- Ninguna mujer podrá ser golpeada o maltratada físicamente ni por familiares ni por extraños. Los delitos de intento de violación o violación serán castigados severamente.
- Noveno.- Las mujeres podrán ocupar cargos de dirección en la organización y tener grados militares en las fuerzas armadas revolucionarias.
- Décimo.- Las mujeres tendrán todos los derechos y obligaciones que señalan las leyes y reglamentos revolucionarios. [4]

## Ampliación de la Ley Revolucionaria de Mujeres
La propuesta de ampliación establece 33 derechos fundamentales para las mujeres en contexto comunitario e indígena, abordando igualdad, respeto y protección. 
Los puntos incluyen el derecho de las mujeres a la participación igualitaria en la vida familiar y comunitaria, la toma de decisiones y la expresión de sentimientos, enfatizando la sensibilidad natural de las mujeres. También abogan por el acceso a la educación y capacitación en todos los niveles y campos, así como la prohibición de prácticas perjudiciales como el consumo de drogas y alcohol que afectan la seguridad y bienestar de las mujeres, la administración de recursos familiares, el derecho a heredar tierras y a liderar proyectos productivos, y la equidad salarial. Asimismo, protege a las mujeres contra el maltrato, los abusos y las costumbres que atentan contra su dignidad. La ley también prohíbe el abandono o la poligamia, ya que estos afectan emocionalmente a las esposas y vulneran su dignidad.

## Impacto en el movimiento feminista y en los derechos de mujeres indígenas
La ley ha tenido varios impactos significativos en los movimientos feministas y los derechos de mujeres indígenas:
La ley marcó un hito histórico para los movimientos feministas, desafiándolos a incorporar demandas antirracistas, anticapitalistas y antipatriarcales en sus marcos de acción. Esto dio lugar a nuevas formas de feminismo en América Latina, incluyendo enfoques decoloniales, comunitarios y territoriales.
Las mujeres indígenas han redefinido activamente sus costumbres y prácticas tradicionales, especialmente en los sistemas de justicia comunitaria. A pesar de la resistencia inicial de algunas feministas liberales, que temían que la autonomía indígena pudiera amenazar los derechos de las mujeres, las mujeres indígenas han demostrado su capacidad para trabajar dentro de sus comunidades para lograr transformaciones culturales en términos de género.
El movimiento ha ofrecido importantes lecciones a los feminismos urbanos, en particular para replantear la justicia a través de modelos no punitivos. Las mujeres zapatistas se han convertido en referentes globales de organización, enfatizando que las estructuras patriarcales no pueden desmantelarse sin también abordar el colonialismo.

## Implementación y su impacto
Se implementó por medio de talleres y reuniones donde se buscaba difundir los derechos que se establecieron en la ley logrando un empoderamiento a muchas mujeres para defender su autonomía y el respeto que merecen.
Las mujeres zapatistas lograron avances en sectores como la salud, educación, justicia y en la lucha contra la violencia. Esta ley inspiró a otros movimientos feministas e indígenas en México, así como en otros países latinoamericanos promoviendo la igualdad de género en luchas sociales.
Como resultado, las mujeres zapatistas comenzaron a hablar en público y a participar activamente en la política y la organización. Además, la ley ha impulsado la creación de sistemas de justicia donde las mujeres pueden denunciar abusos y luchar contra la violencia de género que se produce en comunidades. La autonomía del movimiento se fortaleció logrando un cambio estructural.

## Legado
La Ley Revolucionaria de Mujeres no sólo fue significativa para las mujeres zapatistas durante casi 30 años, sino que también tuvo un impacto amplio en la perspectiva de género en las luchas sociales en América Latina. Especialmente en contextos donde las comunidades indígenas buscaban una mayor autonomía y reconocimiento de sus derechos colectivos.
Al integrar a las mujeres en posiciones de liderazgo y decisión dentro del movimiento zapatista, la ley amplió el espacio de participación para las mujeres indígenas. Al mismo tiempo, estableció un precedente al reconocer la lucha de las mujeres como parte integral de una agenda revolucionaria más amplia, en lugar de ser una lucha secundaria o subordinada.
Este impacto se tradujo en una mayor inclusión de las demandas de género en los movimientos sociales y en un reconocimiento de que la lucha contra el patriarcado debe ser parte fundamental de cualquier proyecto de justicia social. Su impacto ha trascendido generaciones, proporcionando un modelo de organización y resistencia que sigue inspirando a mujeres y colectivos en la región.
La ley no solo contribuyó a transformar las condiciones de vida de las mujeres en Chiapas, sino que también generó una narrativa de lucha que enfatiza la igualdad de género, el respeto a la autonomía indígena y la justicia social.